# یاهینووو
یاهینووو (به بلغاری: Yahinovo) یک منطقهٔ مسکونی در بلغارستان است که در شهرستان دوپنیتسا واقع شده‌است.